# Mesacanthoides wieseri
Mesacanthoides wieseri är en rundmaskart som beskrevs av Mawson 1956. Mesacanthoides wieseri ingår i släktet Mesacanthoides och familjen Enoplidae. Inga underarter finns listade i Catalogue of Life.